# Avebrevicauda
Avebrevicauda (nombre que significa "aves con colas cortas") es un grupo de aves primitivas que incluye a todas las especies de avialanos con diez o menos vértebras en la cola. El grupo fue nombrado en 2002 por Gregory S. Paul para distinguir a las aves de cola corta de sus ancestros, tales como Archaeopteryx, que aún poseían largas colas reptilianas.
Cladograma siguiendo los resultados de un estudio filogenético realizado por Lefèvre et al., 2014:

|            | †Omnivoropterygiformes Czerkas & Ji 2002                                                                         |
|            | |
| Pygostylia | \| \| †Confuciusornithiformes Hou et al. 1995 \| \| \| \| \| \| Ornithothoraces Chiappe & Calvo 1994 \| \| \| \| |
|            | \| \| †Confuciusornithiformes Hou et al. 1995 \| \| \| \| \| \| Ornithothoraces Chiappe & Calvo 1994 \| \| \| \| |
|            | †Confuciusornithiformes Hou et al. 1995                                                                          |
|            | |
|            | Ornithothoraces Chiappe & Calvo 1994                                                                             |
|            | |

|  | †Confuciusornithiformes Hou et al. 1995 |
|  |                                         |
|  | Ornithothoraces Chiappe & Calvo 1994    |
|  |                                         |

|            | †Omnivoropterygiformes Czerkas & Ji 2002                                                                         |
|            | |
| Pygostylia | \| \| †Confuciusornithiformes Hou et al. 1995 \| \| \| \| \| \| Ornithothoraces Chiappe & Calvo 1994 \| \| \| \| |
|            | \| \| †Confuciusornithiformes Hou et al. 1995 \| \| \| \| \| \| Ornithothoraces Chiappe & Calvo 1994 \| \| \| \| |
|            | †Confuciusornithiformes Hou et al. 1995                                                                          |
|            | |
|            | Ornithothoraces Chiappe & Calvo 1994                                                                             |
|            | |

|  | †Confuciusornithiformes Hou et al. 1995 |
|  |                                         |
|  | Ornithothoraces Chiappe & Calvo 1994    |
|  |                                         |